# Замкнута геодезична
Замкнута геодезична на римановому многовиді — це геодезична, яка утворює просту замкнену криву. Її можна формалізувати як проєкцію замкнутої орбіти геодезичного потоку на дотичний простір многовида.

## Означення
У римановому многовиді (M,g) замкнута геодезична — це періодична крива {\displaystyle \gamma \colon \mathbb {R} \rightarrow M}, яка є геодезичною для метрики g.
Замкнуті геодезичні можна описати за допомогою варіаційного принципу. Якщо позначити через {\displaystyle \Lambda M} простір гладких 1-періодичних кривих на M, замкнуті геодезичні з періодом 1 — це в точності критичні точки функції енергії {\displaystyle E\colon \Lambda M\rightarrow \mathbb {R} }, визначеної формулою
{\displaystyle E(\gamma )=\int _{0}^{1}g_{\gamma (t)}({\dot {\gamma }}(t),{\dot {\gamma }}(t))\,\mathrm {d} t.}
Якщо {\displaystyle \gamma } — замкнута геодезична з періодом p, перепараметрзована крива {\displaystyle t\mapsto \gamma (pt)} є замкнутою геодезичною з періодом 1, а тому вона є критичною точкою E. Якщо {\displaystyle \gamma } є критичною точкою E, такими є і перепараметризовані криві {\displaystyle \gamma ^{m}}, для будь-якого {\displaystyle m\in \mathbb {N} }, визначені формулою {\displaystyle \gamma ^{m}(t):=\gamma (mt)}. Тоді будь-яка замкнута геодезична на M породжує нескінченну послідовність критичних точок енергії E.